# Pleurotomaria doris
Pleurotomaria doris is een fossiele slakkensoort uit de familie van de Pleurotomariidae. De wetenschappelijke naam van de soort is voor het eerst geldig gepubliceerd in 1862 door Hall.